# 108 (grup musical)
108 és una banda novaiorquesa de hardcore punk, fundada el 1991. La seva música reflecteix la fe Hare Krishna dels seus membres i el nom prové del recompte de mantres del japa mala.
El grup ha publicat cinc àlbums d'estudi, essent Rob Fish i Vic DiCara els dos membres més constants. A llarg de la seva trajectòria han passat diversos músics pel grup que han participat també de bandes com: Inside Out, Shelter, Texas is the Reason, Jets to Brazil, Nails, Cro-Mags, Unearth, The Red Chord, Trap Them, Madball, Shai Hulud, Ressurection, The Judes Factor, Burn, Disembodied, Battery, Threadbare, etc.

## Trajectòria
El grup es va formar després del trencament d'Inside Out, on participava el guitarrista Vic DiCara «Vraja Kishor Das» al costat de Zack De la Rocha. Rob Fish «Rasaraja Dasa» s'hi va unir al primer EP.
Els seus primers àlbums Holyname (1993) i Songs of Separation (1994) van ser publicats per Equal Vision Records. Més endavant van participar en dos documentals: NYHC i Curse Of Instinct: 108's Final Tour. 108 va girar per Europa en tres ocasions: el 1994 amb el grup suec Refused, el 1995, al costat de d'Abhinanda, i el 1998. El grup es va separar oficialment l'agost de 1998, fent el seu darrer concert al CBGB.
Després de la separació del grup, DiCara es va mudar a l'Índia per a convertir-se en monjo. El 2005, el membres restants van plantejar-se reunir-se per a participar al festival Hellfest. Tot i que per qüestions legals el festival es va cancel·lar a l'últim moment, van tocar a Filadèlfia i la seva activitat va prosseguir amb el llançament de la compilació Creation. Sustenance. Destruction. i l'àlbum A New Beat From a Dead Heart, el 2007.
El 2020, Rob Fish va estrenar un EP homònim amb la seva nova banda: Every Scar Has A Story.

## Discografia

### Àlbums d'estudi
- Holyname (1993, Equal Vision Records)
- Songs of Separation (1994, Equal Vision Records)
- Threefold Misery (1996, Lost & Found Records)
- A New Beat from a Dead Heart (2007, Deathwish Inc.)
- 18.61 (2010, Deathwish Inc.)

### EP
- Cursi of Instinct (1996, Lost & Found Records)
- Serve & Defy (1997, Lost & Found Records)
- Oneoeight (2006, autoeditat)

### Directes
- One Path For Me Through Destiny (1997, Lost & Found Records)

### Recopilatoris
- Creation. Sustenance. Destruction. (2006, Equal Vision Records)

### Altres
- Spoken Words (1991)
- Demo 1992 (1992)